# ريتشارد ستيل (ملاكم)
ريتشارد ستيل (بالإنجليزية: Richard Steele)‏ (2 يناير 1944 - ) هو ملاكم أمريكي.

## روابط خارجية
- ريتشارد ستيل على موقع بوكس ريك (الإنجليزية) (registration required)